# 당혹감

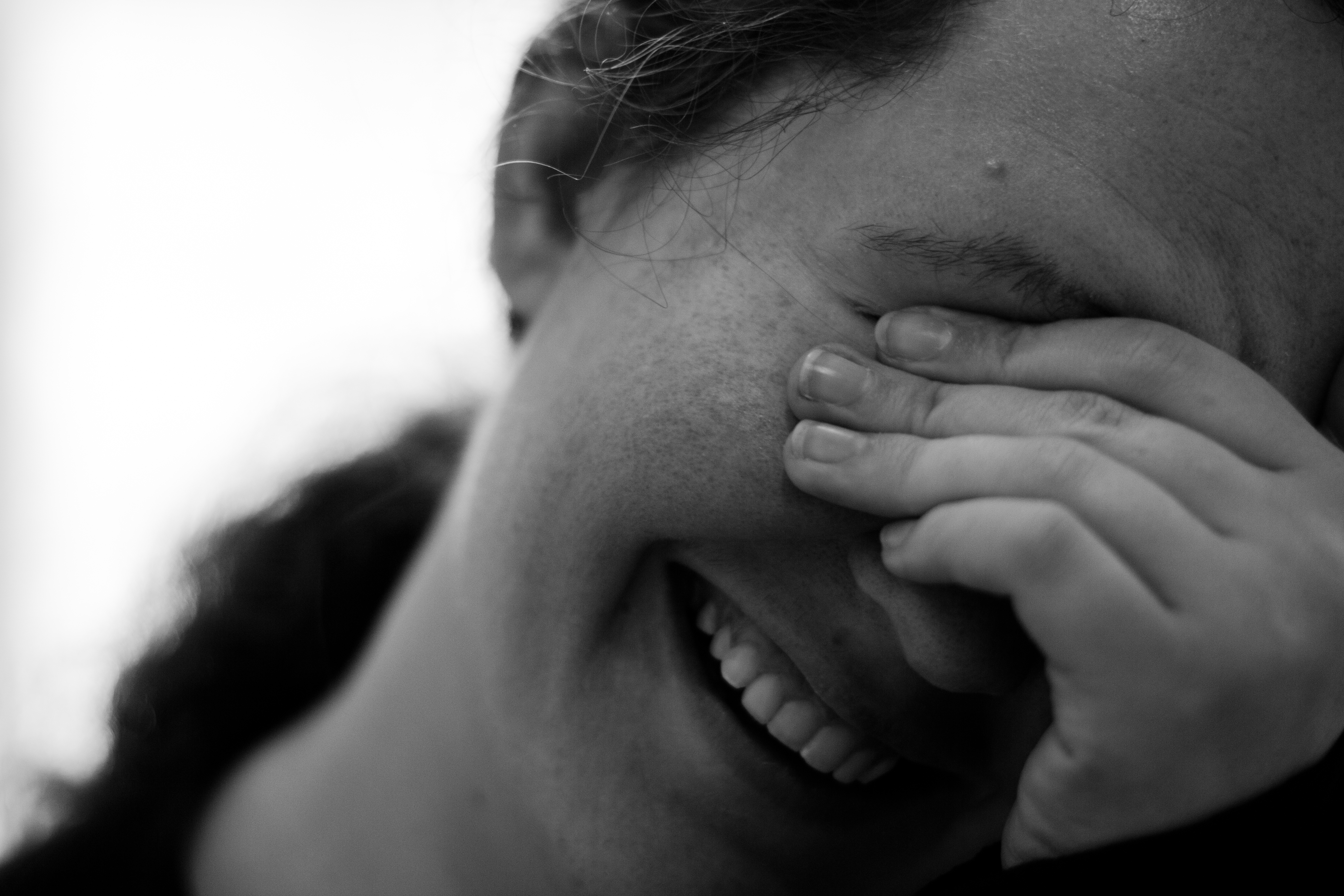
당혹감의 표시로 한 여성이 자신의 눈을 가리고 있다.

당혹감, 당혹성, 어색함, 쑥스러움은 경미하거나 심각한 수준의 불편함과 관련된 정서적 상태이며, 일반적으로 누군가가 사회적으로 용납할 수 없거나 눈살을 찌푸리는 행위를 다른 사람이 목격하거나 공개할 때 경험한다. 수치심과 죄책감으로 분류되는 경우가 많은 당혹감은 "자기 의식적인 감정"으로 간주되며 사람의 생각이나 행동에 매우 부정적인 영향을 미칠 수 있다.
일반적으로 명예나 존엄성(또는 기타 높은 가치의 이상)의 상실에 대한 인식이 어느 정도 포함되지만, 당혹감의 수준과 유형은 상황에 따라 다르다.

## 원인
당혹감은 사적인 문제에 대한 원치 않는 관심이나 개인적인 결점, 사고 또는 수줍음으로 인해 개인적으로 발생할 수 있다. 당혹감을 불러일으키는 일부 원인은 거짓말이나 실수 등 개인적인 행동에서 비롯된다. 많은 문화권에서 나체로 보이거나 부적절하게 옷을 입는 것은 특히 스트레스를 주는 당혹감의 형태이다. 개인적 당혹감은 부모가 자신의 아기 사진을 친구에게 보여주거나, 누군가가 자신의 외모나 행동에 대해 경멸적인 말을 하게 하거나, 자신이 범죄의 피해자임을 알게 되는 등 당황스러운 사람을 사회적으로 어색한 상황에 놓이게 하는 다른 사람의 행동에서 비롯될 수도 있다. 험담, 다른 사람에 의해 거부당함, 관심의 대상이 됨(예: 생일 축하자, 신혼 부부), 심지어 다른 사람이 당혹스러워하는 모습을 목격하는 것도 포함된다.
개인적 당혹감은 일반적으로 얼굴이 붉어지고, 땀이 나고, 긴장되고, 말을 더듬고, 안절부절 못하는 일이 복합적으로 나타난다. 때때로 당황한 사람은 특히 에티켓 상황에서 미소나 불안한 웃음으로 당황함을 가리려고 한다. 그러한 반응은 특정 문화권에서 더 흔하며, 이는 오해를 불러일으킬 수 있다. 상황의 심각성에 따라 분노의 감정이 있을 수도 있다. 특히 다른 사람이 의도적으로 당혹감을 조성하고 있다고 개인이 생각할 경우 더욱 그렇다. 다양한 반응이 있는데, 가장 사소한 반응은 당황스러운 행동이 중요하지 않거나 심지어 유머러스한 것으로 인식되는 것부터 강렬한 불안이나 두려움까지 다양하다.
당혹감이 사과나 달래기 기능을 한다는 생각은 당황한 개인이 "적어도 그 사실로 인해 불안해하고 있으며 다음에 가치 있는 것으로 입증될 수 있음을 보여줍니다"라고 주장한 고프먼(Goffman)에서 비롯되었다. 세민(Semin)과 맨스테드(Manstead)는 판매 진열대를 넘어뜨린 가해자가 보상 행동에 관계없이 무관심해 보이는 것보다 당황해 보이는 경우 다른 사람들에게 더 호감 가는 것으로 간주되는 당혹감의 사회적 기능을 보여주었다. 당혹감을 경험할 수 있는 능력은 집단이나 문화에 기능적인 것으로 볼 수도 있다. 당혹감을 느끼지 않는 사람들은 반사회적 행동에 참여할 가능성이 더 높다는 것이 입증되었다. 예를 들어, 당혹감을 더 많이 나타낸 청소년 소년은 공격적/비행 행동에 참여할 가능성이 더 적은 것으로 나타났다. 마찬가지로, 공격적/비난적 행동에 가담할 가능성이 더 높은 남아가 나타내는 당혹감은 공격적이지 않은 남아가 나타내는 수치의 1/3 미만이었다. 따라서 당혹감을 느끼는 경향(즉, 다른 사람이 자신을 어떻게 평가하는지에 대한 우려)은 그룹이나 문화에 역기능적인 행동을 억제하는 역할을 할 수 있다.

## 같이 보기
- 당혹성의 기준
- 죄책감
- 치욕
- 열등감
- 자기비하
- 수치심